# Antoninus von Florenz

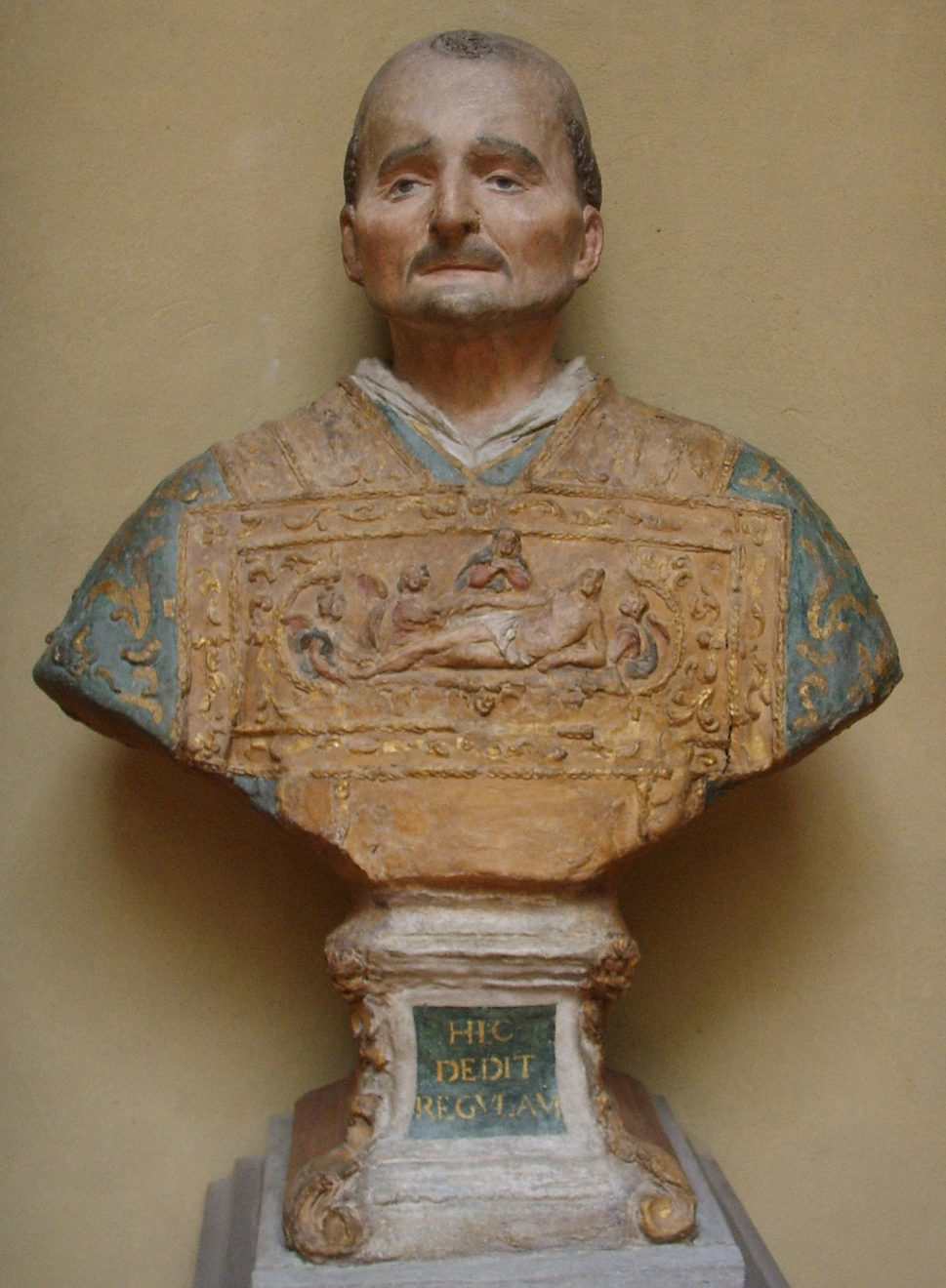
Büste des hl. Antoninus von Florenz

Antoninus von Florenz OP (Antonio Pierozzi, * 1. März 1389 in Florenz; † 2. Mai 1459 in Florenz) war ein dominikanischer Theologe, Prior von San Marco und Erzbischof von Florenz. 1523 wurde er heiliggesprochen. Sein Gedenktag, der nicht mehr im römischen Generalkalender enthalten ist, ist der 2. Mai, der Predigerorden feiert ihn am 10. Mai.

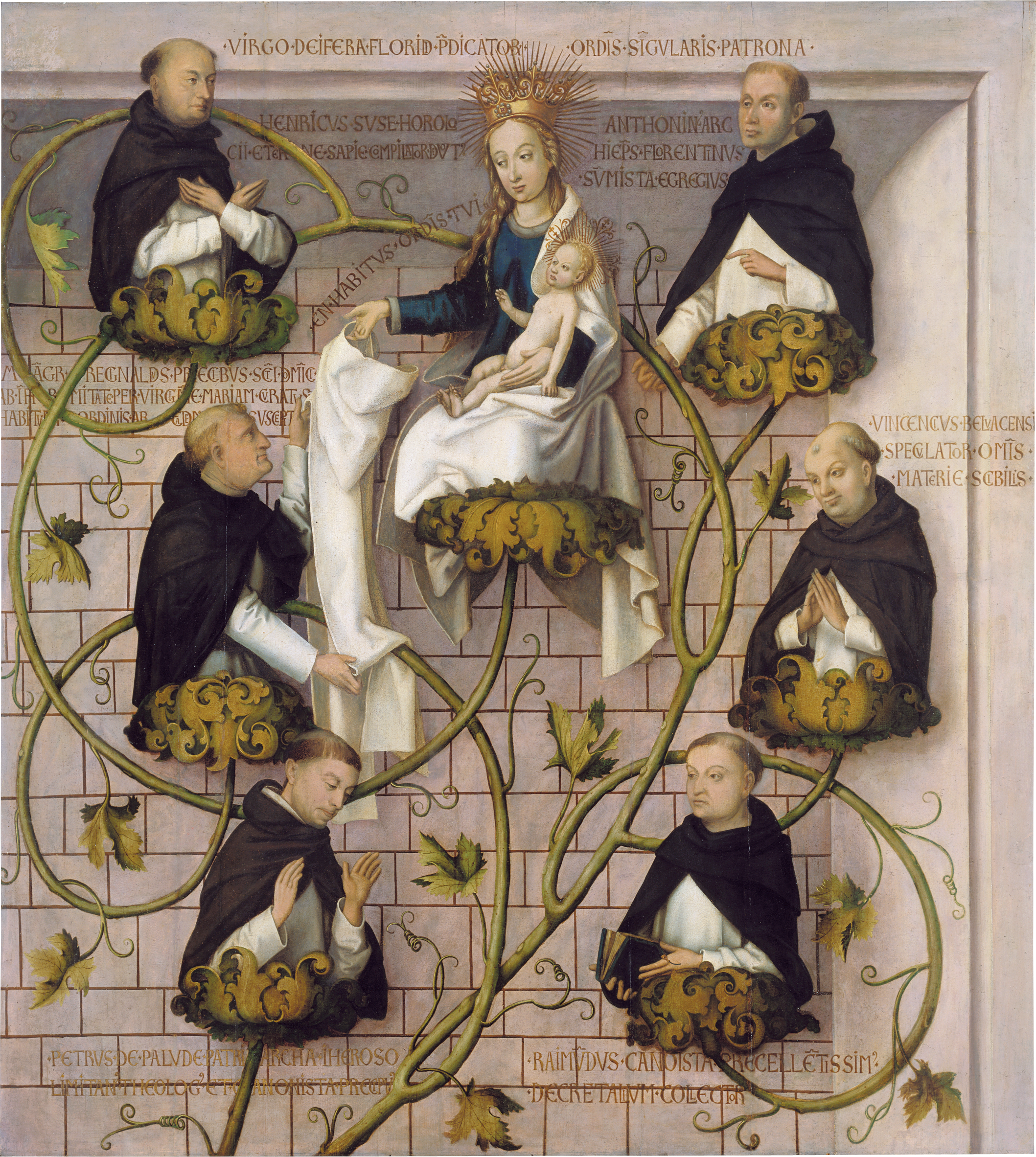
St. Antonius von Florenz (rechts oben; Dominikanischer Stammbaum – Gemälde von Hans Holbein dem Älteren, 1501)

## Leben
Antoninus wurde als Sohn des Advokaten Niccoló Pierozzi geboren. Sein eigentlicher Name war Antonius (lateinisch) oder Antonio (italienisch) sein. Da er von kleiner Statur war, wurde er Antoninus oder Antonino, einer Form der Verniedlichung, genannt.

### Ausbildung und Anfänge der geistlichen Laufbahn
Der fleißige und wissenshungrige Junge eignete sich bereits als 15-Jähriger umfassende Kenntnisse des Kirchenrechtes an. Mit 16 Jahren trat er in den Konvent der Dominikaner der Farneta bei Cortona ein. Dort absolvierte er ein achtjähriges Theologiestudium und wurde zum Priester geweiht.
Antoninus’ Begabungen führten dazu, dass seine Ordensoberen ihm frühzeitig Aufgaben und Ämter übertrugen. 1418 ernannten sie ihn zum Prior in Fiesole. 1437 gründete Antoninus in Florenz den Konvent von San Marco. Von 1435 bis 1444 war er Provinzial.

### Theologe
Antoninus verfasste in dieser Zeit das Chronicon partibus tribus distincta ab initio mundi ad MCCCLX (in späteren Drucken auch mit Chronicorum opus oder Historiarum opus überschrieben). Es erzählt die Weltgeschichte bis zum Jahre 1360 als ein Wirken der Divina providentia, der Göttlichen Vorsehung. Sein zweites Hauptwerk ist die Summa theologica moralis (auch Summa theologica), ein Handbuch der Ethik, das sich nicht auf Fragen des moralischen Handelns beschränkt, sondern auch die ethische Fragen einer gerechten Gesellschafts- und Wirtschaftsordnung untersucht, „mit gutem Gespür für wirtschaftliche Zusammenhänge“. Einflussreich war auch seine Bußsumme, die Summa confessionalis. Sie wurde bis zum Ende des 16. Jahrhunderts immer wieder nachgedruckt.

### Erzbischof
1446 wurde Antoninus von Papst Eugen IV. (1431–1447) zum Erzbischof von Florenz berufen, es folgte eine beispielhafte Amtszeit. Als Oberhirte war er unbeugsam, aber gütig und gerecht, man schätzte ihn als Berater und Seelsorger. Sein umfassendes Wissen zu bürgerlichen und kirchlichen Dingen nutzte er um der vorherrschenden Stellung der Fürstenfamilie Medici entgegenzutreten. Er förderte den Bildungsstand des Klerus, verbesserte Fürsorgeeinrichtungen und setzte sich für die Krankenbetreuung ein. Nach der überstandenen Pest und dem vernichtenden Erdbeben von 1453 kümmerte er sich „um seine Florentiner“. Antoninus erteilte dem sterbenden Papst Eugen IV. das Sterbesakrament. Die nachfolgenden regulären Päpste, Nikolaus V. (1447–1455), Calixtus III. (1455–1458) und Pius II. (1458–1464) schätzten ihn als weisen Ratgeber.

## Verehrung
Antoninus begleitete vier Päpste auf ihrem Weg. Als er am 2. Mai 1459 in Montughi bei Florenz starb, wurde er in einer Bestattungsfeier, an der auch Pius II. teilnahm, in der Dominikanerkirche San Marco in Florenz beigesetzt. Papst Hadrian VI. (1522–1523) sprach Antoninus von Florenz 1523 heilig.
Der Heilige wird als Schutzpatron gegen Unglück und Fieber angerufen. In der bildlichen Darstellung erscheint er in der Regel im Habit eines Dominikaners oder mit den Insignien eines Erzbischofs, Krummstab, Mitra, Pallium. Zu seinen Heiligenattributen gehören auch Bücher und eine Waage mit Obst. Die Überlieferung zu der Waage, die in der einen Schale Äpfel und in der anderen einen Zettel mit der Aufschrift Deo gratias! enthält, der gewichtiger als das Obst ist, beschreibt folgende Begebenheit: Als Antoninus sich bei einem Bauern für einen Korb Äpfel mit den Worten Deo gratias („Dank sei Gott“) bedankte, beschwerte sich der Bauer. Antoninus schrieb daraufhin die Worte auf einen Zettel, der schwerer wog als das Obst.

## Werke und Werkausgaben

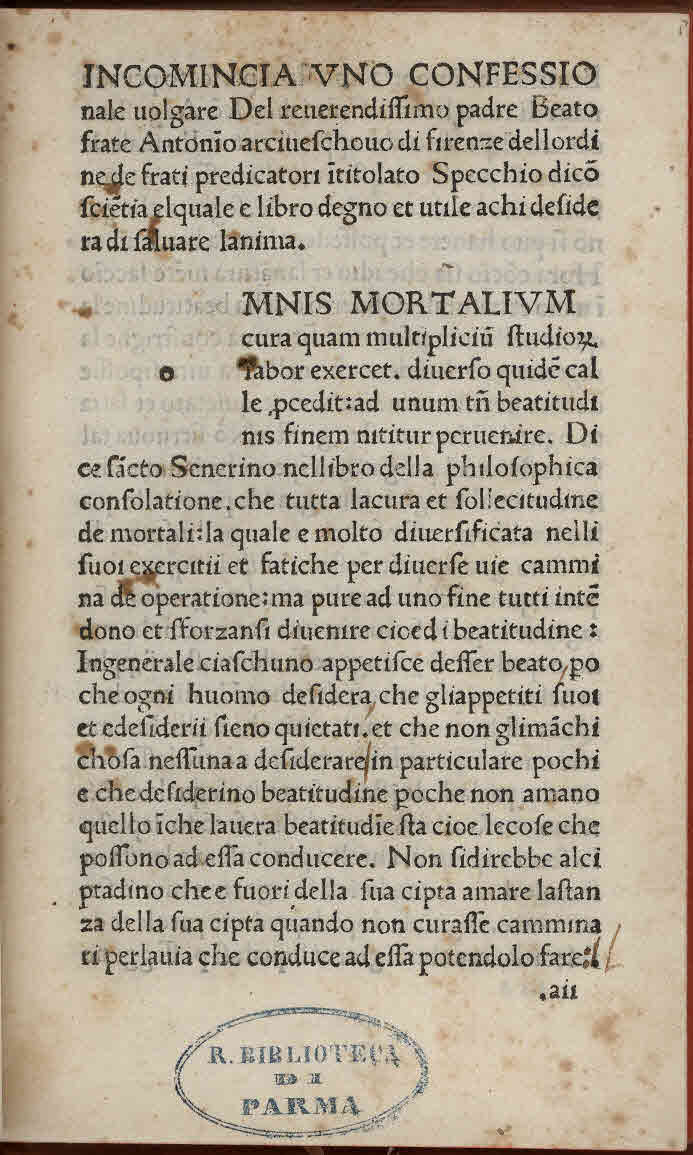
Confessionale, circa 1488–1490

Antoninus thematisiert in seinen Werken unter anderem wirtschaftliche und soziale Themen. Joseph Schumpeter hält Antoninus’ Analyse des Zusammenhangs von Kapital, Zins und Gewinn für den größten Beitrag zur scholastischen Zinsanalyse.
- Confessionale. Ulrich Zell, Köln um 1470 (Digitalisat)
  - Confessionale. Heinrich Knoblochtzer, Straßburg nicht nach dem 18./24. April 1484 digital
- Confessionale „Defecerunt“.  Rheinland, [um 1470] (Digitalisat)
  - Confessionale „Defecerunt“. Mit Titulus de restitutionibus. Johann und Konrad Hist, Speyer um 1487. digital
  - Confessionale „Defecerunt“. Mit Titulus de restitutionibus. Martin Flach, Straßburg 1496. digital
- Summa theologica (Venetiae, 1477; Veronae, 1740);
  - Pars 1, Anton Koberger, Nürnberg 1477, digital
  - Pars 2, Anton Koberger, Nürnberg 1477, digital
  - Pars 3, Anton Koberger, Nürnberg 1478, digital;  Johann Grüninger, Straßburg 1496. digital
  - Pars 4, Anton Koberger, Nürnberg 1479, digital
- Summa confessionalis, Curam illius habes. Mondovi 1472.
- Decisio consiliaris super dubio producto de indulgentiis. Johann Guldenschaff, Köln nach 1479 oder um 1478 digital
- De censuris. Johann von Köln und Johann Manthen von Gerresheim, Venedig am 10. Mai 1480 digital
- Chronicon, Partes 1–3, Anton Koberger, Nürnberg, 1484 oder 1491, enthält Summarium primi (secundi bzw. tertii) voluminis partis hystorialis domini Antonini archiepiscopi Florentini[6][7] 1.1484 2.1484 3.1484 // 1.1491 2.1491 3.1491 Weitere Ausgaben siehe Incunabula Short Title Catalogue